# Aldo Burrows
Aldo Burrows interpretat de Anthony Denison, este un personaj din serialul de televiziune Prison Break difuzat de Fox.
Tatăl lui Michael Scofield a fost un angajat al Companiei din care a fugit cu documente clasificate și incrimanatorii la adresa societății conspirative. În momentul în care a părasit Compania ca fugar, Aldo a ales să îi părăsească și să rupă orice legătură cu cei doi frați pentru a nu deveni și acestia la rândul lor ținte. A apărut în momentul execuției lui Lincoln, iar acesta l-a recunoscut.
Aldo este motivul înscenării crimei pentru care a fost acuzat Lincoln, Compania dorind prin această condamnare să-l scoată din ascunzătoarea pe tatăl acestuia.
În timpul unei tentative de omor asupra lui Lincoln a agentului Serviciului Secret, Kellerman, Aldo îl salvează pe Lincoln și îl duce într-o casă izolată din Colorado, oferita de asociatii acestuia. Aici îl întâlnește pentru prima dată pe nepotul său LJ și le spune celor doi că există probe care pot dovedi că Lincoln este nevinovat în acuzație de omor a lui Terrence Steadman, iar aceste probe sunt în posesia lui Sara Tancredi.
După ce scapă de o nouă tentativa de omor, Lincoln și Aldo se întâlnesc cu Michael la Bolshoi Booze. Michael îl recunoaște pe Aldo ca fiind cel care l-a scăpat de brutalitățile la care l-a suspus tatăl adoptiv în copilărie, omorându-l. Aici au fost surprinși de agentul FBI, Alexander Mahone, urmăritorul fugarilor. Aldo le face scăparea posibilă fiilor lui și a lui Fernando Sucre, dar este atins de un glonț în schimbul de focuri care s-a iscat între el și agentul Mahone.
Aldo moare în mașina în care cei trei fugari au reusit să urce și să scape de urmăritor în brațele lui Michael, cerându-și scuze pentru greutățile create acestora și pentru faptul că i-a abandonat în copilărie.